# Stängelkohl

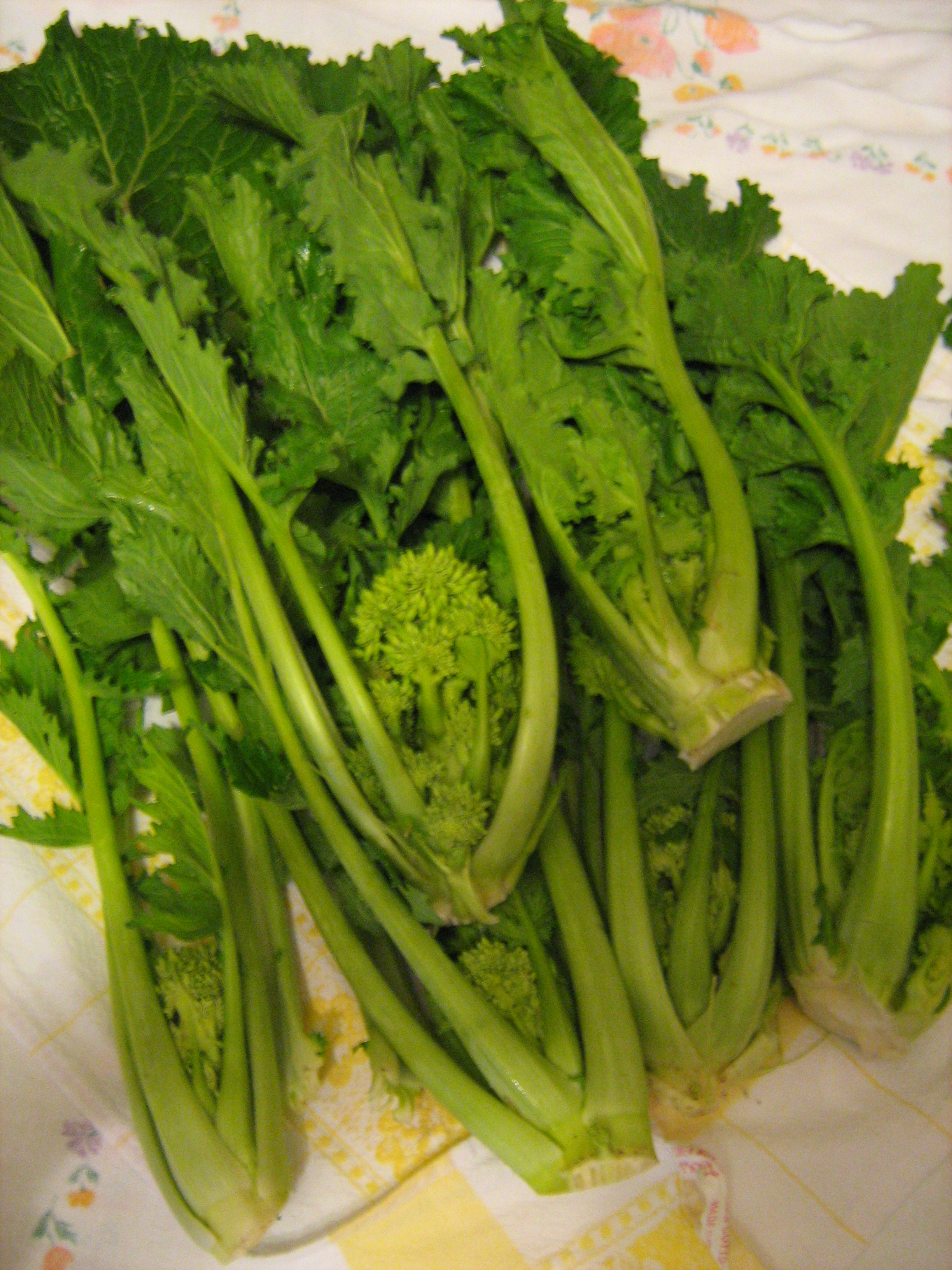
Stängelkohl (italienisch: Cima di rapa)

Der Stängelkohl (Brassica rapa subsp. sylvestris var. esculenta) ist eine dem Rübstiel ähnliche Varietät des Rübsens (Brassica rapa) aus der Familie der Kreuzblütler (Brassicaceae). Stängelkohl wird je nach Gegend auch Rappa, Cima di Rapa oder Broccoli raab genannt und als Gemüse genutzt.

## Beschreibung

### Merkmale
Stängelkohl ist eine einjährige Pflanze. Sie schosst schon im Jahr der Aussaat. Die Struktur und Farbe der Blätter ist dem des Rübsens,  Rettichs, Rübstiels oder Chinakohls ähnlich und ist hellgrün. Beim Schossen treibt Stängelkohl gestauchte gelbblühende Blütentrauben und wird damit etwa 80 Zentimeter hoch. Die Blätter sind kraus.

### Unterscheidung
Von der genetisch nahestehenden Speiserübe, mit starker Rübenbildung und wenig Blättern, unterscheidet sich Stängelkohl durch viele feine Wurzeln, mehr Blatt und schnelles Schossen. Durch das rübsen-, rettich- oder chinakohl-ähnliche Blatt unterscheidet sich Stängelkohl auch deutlich vom bekannten Sprossen-Broccoli mit vielen kleinen Einzelblütenständen, der später als Broccoli der heutigen Zuchtform ähnlich wie Kopfkohl oder Blumenkohl ein eher ledriges und mit starker Wachsschicht versehenes Blatt besitzt.

### Herkunft und Geschichte
Stängelkohl stammt wie die Speiserübe vom Wild-Rübsen (Brassica rapa subsp. campestris) ab. Beide Formen wurden in der Gegend von Apulien und Kampanien viel angebaut und haben sich von dort aus verbreitet. Stängelkohl gehört auch zusammen mit Sprossen-Broccoli, Chinakohl-Broccoli und Broccoletti zur Gruppe der Broccoletto (Broccoliartigen).

### Bedeutung
Gewerbsmäßig wird Stängelkohl hauptsächlich in Italien angebaut, vor allem in den süditalienischen Regionen Kampanien und Apulien. Begrenzten Anbau gibt es noch in der Schweiz. In den übrigen Ländern wird er eher als Delikatesse und für Kenner auf Wochenmärkten angeboten. Der Stängelkohl stellt damit eine typische Nischenkultur des Gemüsebaus dar.

## Nutzung

### Anbau und Ernte
Im professionellen Anbau wird satzweise das ganze Jahr hindurch angebaut. Für den Anbau nördlich der Alpen werden die mittelfrühen (mittelschnell wachsenden) Sorten aus Italien verwendet. Soll mit leichten Frösten oder frostfrei überwintert werden, so eignen sich späte (langsam wachsende) Sorten des winterharten Chinesischen Brokkoli (Brassica oleracea convar. botrytis var. alboglabra) für den gleichen Zweck. Die Wintersätze werden in Erdpresstöpfen angezogen und im Treibhaus kultiviert. Für die erste Ernte im Freiland wird auch in Presstöpfen vorkultiviert. Im späteren Frühjahr bis Herbst wird direkt an Ort und Stelle ins Beet auf Endabstand gesät. Dazu werden 60 bis 100 Gramm Saatgut benötigt, die für 100 Quadratmeter ausreichen. So stehen auf einem Ar (100 m²) etwa 2000 bis 2500 Pflanzen. Vom Frühjahr zum Sommer hin benötigt die Kultur 2,5 bis 2 Monate und bis zum letzten Freilandsatz wieder bis zu 3 Monate. Vor dem Aufblühen der Knospen wird geerntet, da dann der Kohlgeschmack noch nicht so intensiv ist. In der Vermarktung sind frische Stängel, knackige Blätter und geschlossene Blüten ein Qualitätsmerkmal.

### Krankheiten und Schädlinge
Stängelkohl kann von denselben Schädlingen, die auch andere Kohlarten befallen, geschädigt werden.

## Verwendung

### Küche
Er gilt in Italien, Portugal und Galicien als typisches Wintergemüse. Das Gemüse riecht nach Kohl, hat ein leicht bitteres Aroma und schmeckt sanfter, solange die Blütenknospen noch geschlossen sind. Der Geschmack ist jedoch deutlich intensiver als bei vielen anderen Kohlarten und wird teilweise als streng empfunden. Gehen die Blüten auf, wird der Geschmack noch stärker broccoliartig, schärfer und etwas bitterer. Danach nimmt die Intensität des Geschmacks weiter stark zu. In Deutschland wird er nur regional oder gelegentlich auf Marktplätzen, oder z. B. bei türkischen Gemüseläden unter dem Namen „Rappa“ angeboten. Essbar sind vor allem die Blütenknospen, aber auch Blätter und Stiele. Er wird gegart verwendet. Dazu wird Stängelkohl in Röschen und Stiele geteilt und gewaschen. In Apulien wird Cima di Rapa in Stückchen geschnitten und mit Orecchiette zubereitet. Weitere Zutaten sind gehackte Sardellenfilets, zerdrückter Knoblauch, Salz und Olivenöl. In Norditalien dagegen blanchiert man den Stängelkohl, mischt ihn mit Essig und Öl und gibt ihn als Beilage zu „Bollito misto“. In der internationalen Küche wird das Gemüse auch blanchiert mit Sahne verfeinert, mit geriebenem Käse und Semmelbröseln gemischt und als Gratin gebacken.
Sprossen aus Samen des Stängelkohls schmecken angenehm scharf. Sie werden unter Salate und Rohkost gemischt.

### Lagerung
Nach Dumont ist Stängelkohl bei Zimmertemperatur zwei Tage, im Plastikbeutel im Gemüsefach bei zwei bis fünf Grad Celsius bis zu sieben Tagen haltbar.